# Cladycnis insignis
Genre
Espèce
Synonymes
- Dolomedes insignis Lucas, 1838

Cladycnis insignis, unique représentant du genre Cladycnis, est une espèce d'araignées aranéomorphes de la famille des Pisauridae.

## Distribution
Cette espèce est endémique des îles Canaries.

## Publications originales
- Lucas, 1838 : Arachnides, Myriapodes et Thysanoures. Histoire naturelle des îles Canaries, vol. 2, no 2, p. 19-52.
- Simon, 1898 : Histoire naturelle des araignées. Paris, vol. 2, p. 193-380 (texte intégral).